# Mike Zonneveld
Mike Zonneveld est un footballeur néerlandais, né le 27 octobre 1980 à Leyde. Il évoluait au poste d'arrière gauche.

## Palmarès
- PSV Eindhoven
  - Vainqueur du Championnat des Pays-Bas en 2008.
  - Vainqueur de la Supercoupe des Pays-Bas en 2008.